# Baltic Sea Basketball Cup
Baltic Sea Basketball Cup är en basketturnering för ungdomslandslag (U16 och U18) representerande Östersjöstater. Spelas för pojkar sedan 2002 och för flickor sedan 2006.